# Olympic Park (Melbourne)
Het Olympic Park was een multifunctioneel stadion in Melbourne, een stad in Australië. In het stadion was plaats voor 18.500 toeschouwers. Het werd afgebroken in 2011 om ruimte te kunnen maken voor het nieuwe stadion, het Olympic Park Oval.

## Gebruik
Het stadion werd vooral gebruikt voor rugby-, cricket-, atletiek- en voetbalwedstrijden, de voetbalclub Melbourne Victory maakte gebruik van dit stadion. De opening van het stadion vond plaats in 1956, het stadion werd voor atletiektrainingen voor de Olympische Zomerspelen van 1956, dat is Melbourne werd gespeeld. Twee andere internationale toernooien waren er in 1981 en 1993 toen het wereldkampioenschap voetbal onder 20 hier werd gespeeld. 